# Liste der Bodendenkmale in Am Großen Bruch
In der Liste der Bodendenkmale in Am Großen Bruch sind alle Bodendenkmale der Gemeinde Am Großen Bruch und ihrer Ortsteile aufgelistet. Grundlage ist die Auflistung von Johannes Schneider aus dem Jahr 1986. Die Baudenkmale sind in der Liste der Kulturdenkmale in Am Großen Bruch aufgeführt.
| Denkmal-ID | Fundart            | Ortsteil    | Bezeichnung                   | Zeitstellung | Lage                         | Bemerkungen | Bild |
| ---------- | ------------------ | ----------- | ----------------------------- | ------------ | ---------------------------- | ----------- | ---- |
| ?          | Befestigung > Burg | Hamersleben | Überbaute Burganlage, Kloster |              | Im Nordosten des Orts (Lage) |             |      |